# Batrachorhina sogai
Batrachorhina sogai är en skalbaggsart som beskrevs av Stefan von Breuning 1980. Batrachorhina sogai ingår i släktet Batrachorhina och familjen långhorningar.
Artens utbredningsområde är Madagaskar. Inga underarter finns listade.